# Geral'd Bežanov
Geral'd Bežanov (Tbilisi, 15 marzo 1940) è un regista sovietico.

## Filmografia parziale

### Regista
- Au-u! (1975)
- Vitja Glušakov - drug apačej (1983)
- Samaja obajatel'naja i privlekatel'naja (1985)
- Gde nachoditsja nofelet? (1987)